# Hoverla
Hoverla (Oekraïens: Говерла) is met een hoogte van 2.061 meter de hoogste berg van Oekraïne. Hoverla ligt in het oosten van de Karpaten en in het bergmassief Tsjornohora in de Oblast Transkarpatië. Vanaf de oostelijke hellingen ontspringt de Proet en vanaf westelijke hellingen ontspringt de gelijknamige rivier Hoverla. De piek van de Hoverla ligt exact op de scheidingslijn tussen het Karpatisch Biosfeerreservaat in het westen en het Nationaal Park Karpaten in het oosten.

## Wandelroutes
Er zijn verschillende wandelroutes uitgezet. De lichtste en meest populaire wandelroute begint vanaf de parkeerplaats bij het gehucht «Zarosljak», dat per auto te bereiken is vanuit de richting Vorochta. De route heeft een lengte van ca. 6 kilometer en begint op een hoogte van ongeveer 1.100 meter. Aan het begin van de route wordt de rivier Proet gevolg door donkere fijnsparrenbossen (Picea abies). Waar de rivier zich vertakt wordt de zijrivier Kozmesky overgestoken. De fijnsparren worden vanaf 1.400 meter hoogte vervangen door lagere vegetatie; vooral jeneverbessen (Juniperus communis). De boomgrens bevindt zich op 1.600 meter, waar de struiken overgaan in alpenweiden.
Een langere wandelroute begint vanuit noordwestelijke richting, vanaf het gehucht «Kozmesjtsjyk», dat te bereiken is vanuit de richting Lazesjtsjyna. Deze route heeft een lengte van 12 kilometer.

## Fotogalerij

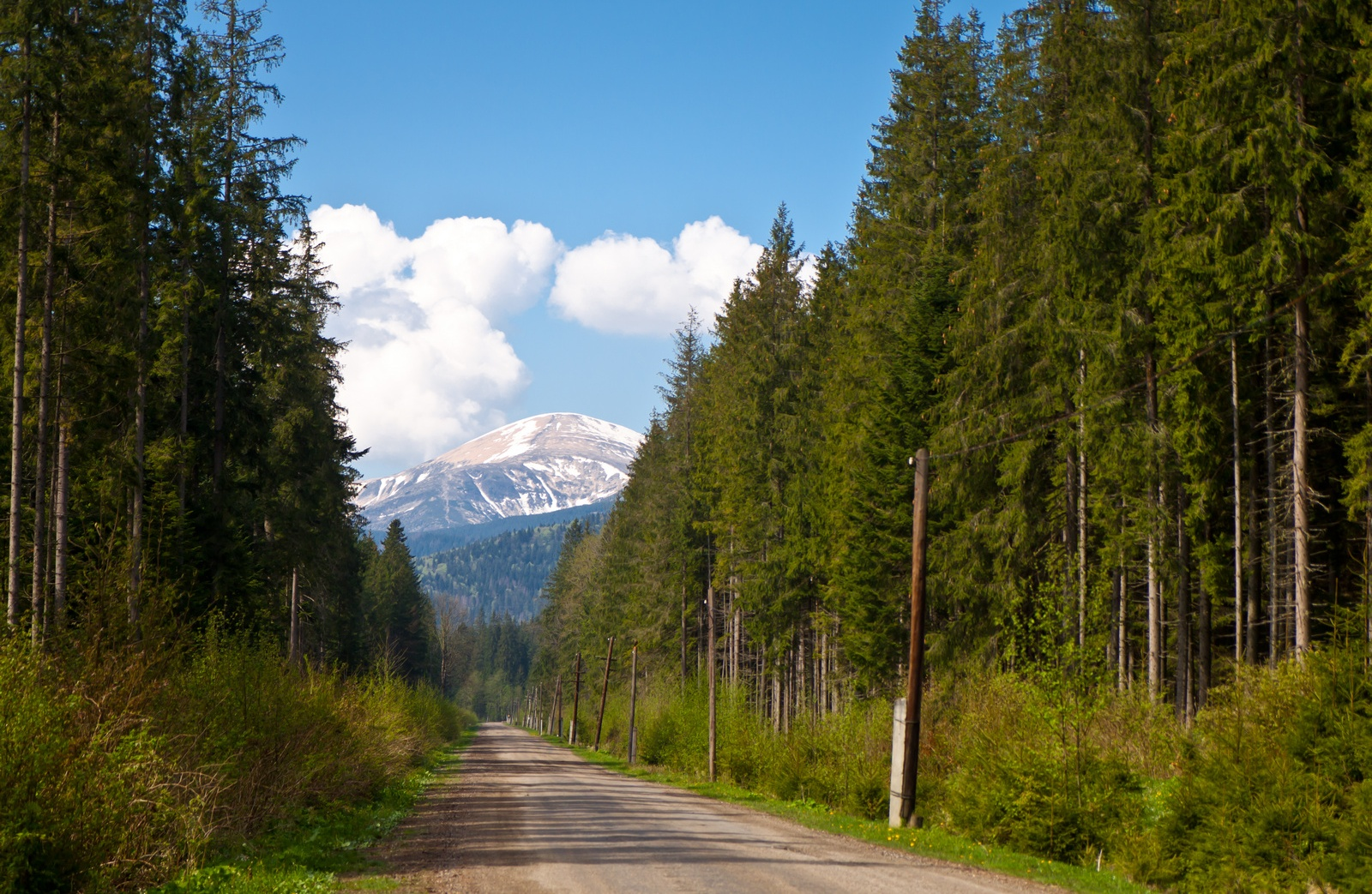
Weg naar Hoverla, vanuit Vorochta.
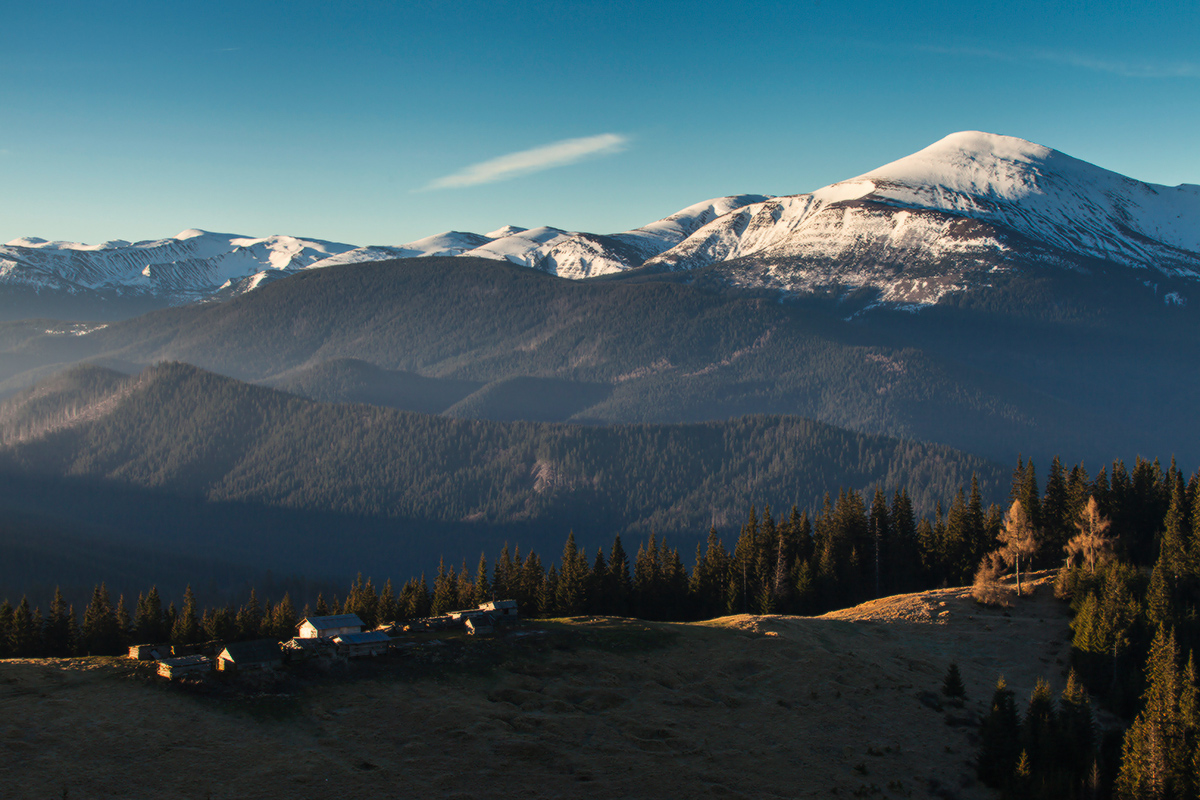
Uitzicht op Hoverla.
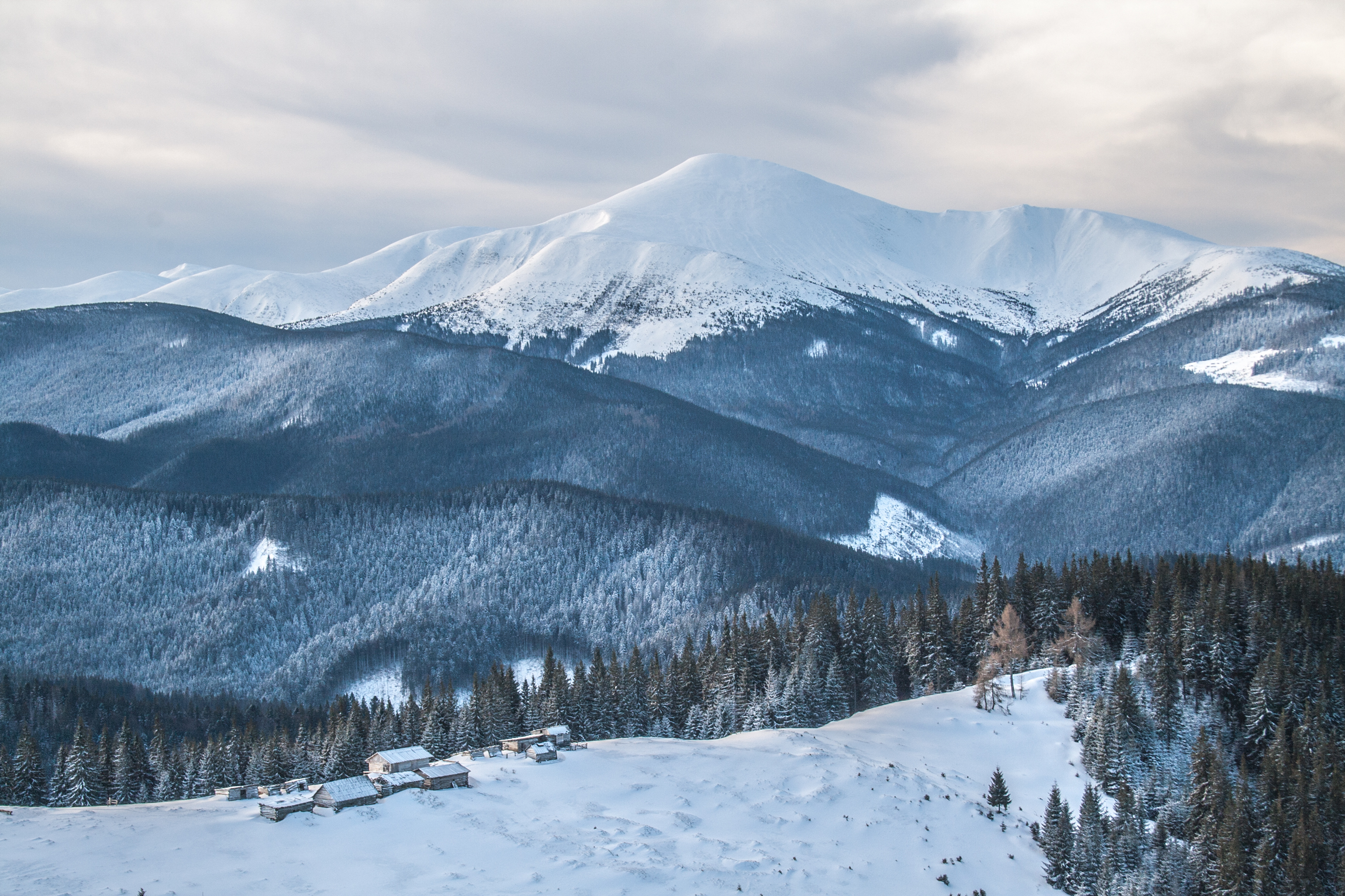
Hoverla en omringend landschap in de winter.